# Лісовичі (заказник)

Лісо́вичі — ботанічний заказник місцевого значення в Україні. Розташований на території Вишгородського району Київської області, на території Литвинівської сільської ради. 
Площа 9,7 га. Заказник розташований у межах Шевченківського лісництва ДП «Димерське лісове господарство», квартал 38, виділи 12, 13, 14, 15, 16. Створений рішенням Київського облвиконкому № 173 від 10 квітня 1978 року. 
Об'єкт є сосновими насадженнями, де зростає цінна лікарська рослина — звіробій звичайний.